# LOA

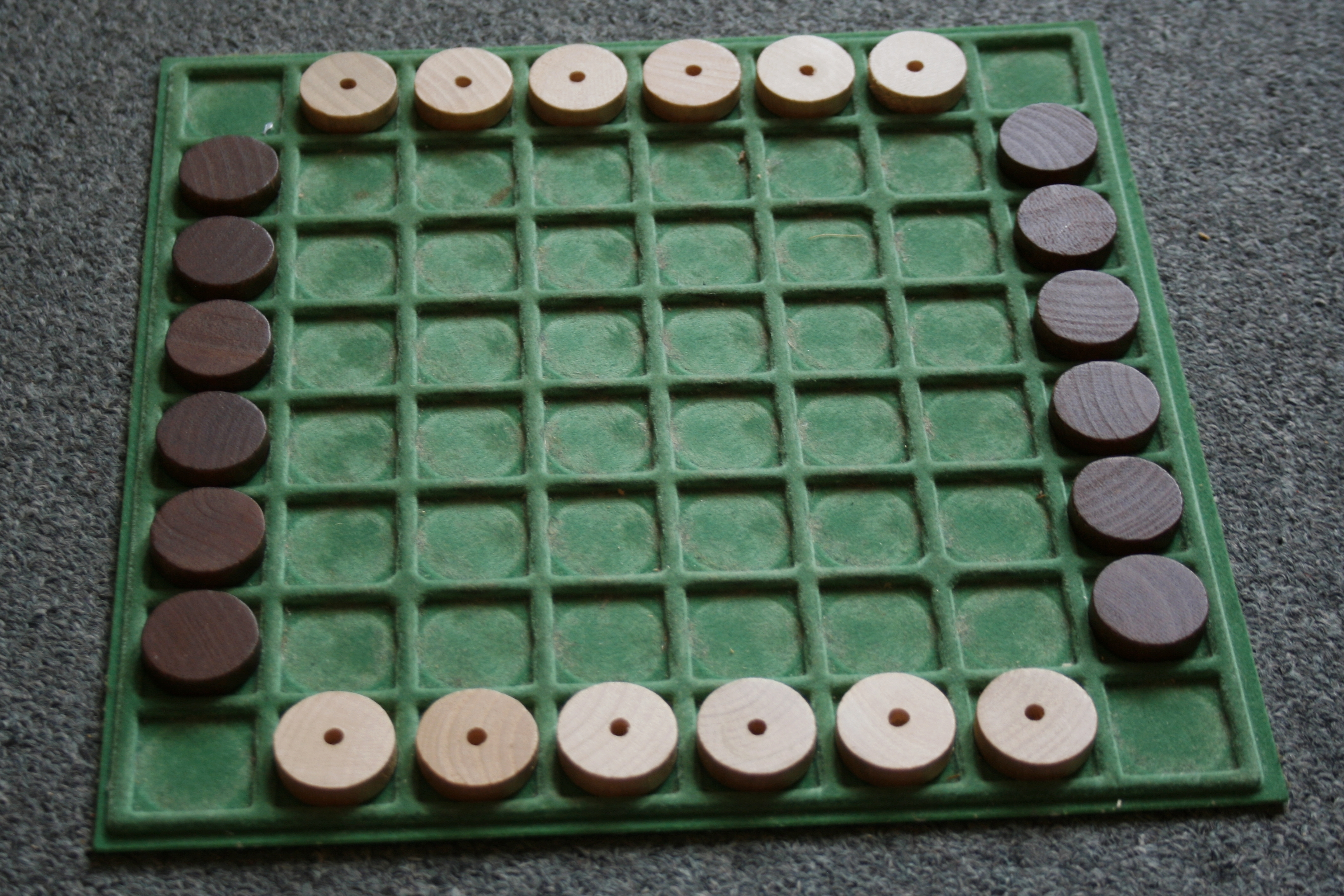
Tablero de LOA con sus fichas.

LOA (Lines of Action), juego abstracto entre dos jugadores creado por Claude Soucie. Emplea un Tablero de 8x8 y 12 fichas para cada jugador, blancas y negras

## Inicio
Contiene un par de ingredientes que le convierten en un juego especialmente recomendable: su inusual sistema de movimiento y el extraño efecto (al mismo tiempo beneficioso y perjudicial) de las capturas.
He aquí la configuración al comienzo de la partida:

## Movimientos
De forma alterna los jugadores moverán obligatoriamente una de sus fichas.
Las Negras mueven primero. Se mueve siguiendo una línea recta (horizontal, vertical o diagonal), tantas casillas como fichas haya sobre esa línea (contando fichas propias y enemigas, incluyendo la ficha que se mueve).
En la figura 2 se muestra un ejemplo. Las Negras comienzan moviendo su ficha sobre la casilla c8, y deciden hacerlo a lo largo de la vertical.
Debido a que sobre la línea "c" hay dos fichas, se mueve exactamente dos casillas, hasta c6. Otras opciones para las Negras serían, por ejemplo, mover a la casilla e6, o a la a6 (capturando la ficha blanca, según aclararemos más adelante).
Ahora juegan las Blancas, y deciden mover su ficha sobre c6 (figura 3). Sobre la horizontal 6 hay tres fichas: dos blancas y una negra. En el caso de que las Blancas quisieran mover por la horizontal, la ficha blanca alcanzaría la vertical "d".
Sin embargo no puede hacerlo, ya que no está permitido saltar sobre fichas enemigas (la de c6). 
Bien, las Blancas mueven por la diagonal dos casillas, hasta c4.
La figura 4 refleja una de las posibles respuestas de las Negras que mueven de e8 hasta b5.
Se puede comprobar mediante el ejemplo que es posible saltar por encima de fichas propias. 
Sin embargo no se permite más de una ficha sobre la misma casilla.
(Las Blancas, por ejemplo, no pueden responder moviendo de a4 a c4).

## Capturas
Se puede ver en la figura 5 el siguiente movimiento de las Blancas, que mueven de h3 a f1, capturando la ficha negra.
Se ha de retirar la ficha capturada para no usarla más durante la partida.
Así pues, para capturar, basta que una ficha termine su movimiento sobre la casilla ocupada por una ficha enemiga.

## Final
Gana el jugador cuyas fichas forman un solo grupo concatenado. Es posible conseguirlo después de un movimiento propio o incluso gracias a un movimiento del adversario. La conexión puede ser horizontal, vertical o diagonal.
Gana también el jugador al que le quede una sola ficha sobre el tablero, debido a que su oponente capturó el resto, ya que se entiende que tiene todas sus fichas conectadas al tener una sola ficha.
Es posible que después de una captura un jugador consiga una posición vencedora y, al mismo tiempo (por haber eliminado, por ejemplo, una ficha aislada del adversario) ayude a crear una posición ganadora para el contrario. En este caso se declara la partida en Tablas.
En la figura de abajo, si mueven las negras ganarían moviendo f6->f4, o bien f6->d4.
De este modo, las negras conseguirían conectar sus cinco fichas. La captura e3 x g5 provocaría tablas: las negras se conectarían, pero al mismo tiempo darían la victoria a las blancas, al dejarles una sola ficha. La captura f6 x h8 conlleva una catástrofe para las negras, pues deja sola a la blanca en g5 y, por tanto, gana la partida.
En el caso de que las blancas moviesen primero, vencerían moviendo g5->g8 y provocarían tablas con la captura h8 x f6.

## La táctica en LOA
Para poder estudiar las reglas de LOA en funcionamiento analicemos una posición de partida.
Véase la figura 7. Juegan las Negras. Las Blancas amenazan con ganar después de dos movimientos:
- a2>c2
- c2>e2.

¿Qué pueden hacer las Negras?
El movimiento b4>d2 incluso ayuda a las Blancas: sobre la línea horizontal se encuentran ahora tres fichas, lo que permitiría a las Blancas mover a2>d2 y ganar.
En caso de mover b3>c2, bloqueando la ruta blanca a lo largo de la línea 2, las Blancas ganaría moviendo a2xd5, movimiento inviable antes.
El lector puede entrenarse buscando otras opciones para las Negras. Con posterioridad, habiendo encontrado a un adversario para practicar el juego, se ha de tener en cuenta que existen diversas tácticas para entorpecer los planes enemigos y facilitar la consecución de los propios:
- Bloquear los caminos, interponiendo fichas propias.

- Cambiar el número de fichas sobre una línea para modificar así los movimientos posibles.

- Capturar las fichas que unen, es decir, fichas sin las cuales un grupo queda dividido.

- Forzar al contrario a que capture aquellas fichas nuestras que nos resulta difícil conectar con el grupo principal.

Bien, he aquí un juego rico y dinámico cuyas partidas, ya desde el principio proporcionan escaramuzas a lo largo de todo el tablero y donde el despiste más pequeño puede atraer la catástrofe.